# Фудзимура, Синъити
Синъити Фудзимура (р. 4 мая 1950) — японский археолог, фальсифицировавший некоторые (или многие) свои находки и ставший причиной скандала, связанного с вопросом об истинной древности наиболее ранних материальных свидетельств культурной деятельности первобытных людей на Японских островах в доисторический период.

## Успех
Фудзимура заинтересовался археологией ещё ребенком, когда обнаружил на заднем дворе своего дома черепки керамики Дзёмона. Окончив школу, он устроился на работу в производственную компанию. В 1970-е годы он начал изучать археологию и заниматься ей всё более профессионально, а также познакомился с другими археологами. В 1975 они создали НКО, которая обнаружила и исследовала множество мест в Северной Японии, почти всегда находя новые артефакты. Обычно их обнаруживал сам Фудзимура, которого даже прозвали за это «божественными руками».
Исследования группы позволили существенно продлить «в старину» археологическую летопись японского палеолита. Эти открытия вошли в исторические учебники и не подвергались сомнению со стороны большинства специалистов, хотя исключения из этого правила тоже были и некоторое количество скептически настроенных учёных опубликовали критические статьи.

## Разоблачение
23 октября 2000 года Фудзимура и его команда объявили о новой находке в месте, известном как Камитакамори около города Цукидатэ (ныне Курихара). Артефакты были датированы, время их создание оценили в 570 000 лет назад.
5 ноября 2000 газета Mainichi Shimbun опубликовала фотографии Фудзимуры, копающего ямы и захоранивающего в них артефакты, которые его команда затем обнаружила. Снимки были сделаны за день до объявления о находках. В интервью газете учёный сознался в подлоге.
В тот же день на пресс-конференции Фудзимура признался в содеянном и принёс свои извинения. Он утверждал, что «находился под воздействием неконтролируемых позывов». Он помещал предметы из собственной коллекции в пласты земли, которые должны были «свидетельствовать» об их большей, чем в реальности, древности. В Камитакамори он закопал таким образом 61 из 65 артефактов, а ранее он таким же способом сымитировал обнаружение древних каменных изделий на острове Хоккайдо. Он заявил, что допустил подлог только в этих двух случаях.
Японская археологическая ассоциация исключила Фудзимуру из числа своих членов. Специальное расследование Ассоциации пришло к выводу, что почти все его находки были сфальсифицированы.

## Последствия
В серии статей, опубликованных в японском журнале Shūkan Bunshun 25 января, 1 февраля и 15 марта 2001, высказывалась догадка, что каменные инструменты, обнаруженные в пещере Хидзиридаки (聖嶽洞窟遺跡) в префектуре Оита также являются подложными, а Мицуо Кагава, профессор Университета Бэппу, причастен к группе, подделывавшей открытия наряду с Фудзимурой. Кагава покончил с собой, оставив предсмертную записку, в которой утверждал, что невиновен.
Его семья подала иск о диффамации против Shūkan Bunshun. Суды в двух инстанциях решили, что журнал должен выплатить компенсацию и опубликовать извинения. Журнал подал апелляцию в Верховный суд Японии, но в сентябре 2004 и она была отклонена. Извинения были опубликованы в выпуске от 2 сентября.